# Mechanizm różnicowy

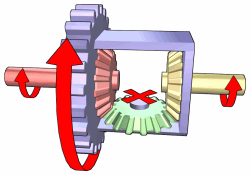
Mechanizm różnicowy w trakcie pracy z jednakowym obciążeniem obydwu półosi

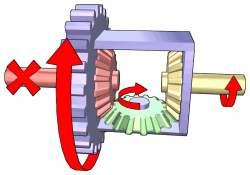
Mechanizm różnicowy w trakcie przenoszenia napędu na jedną półoś

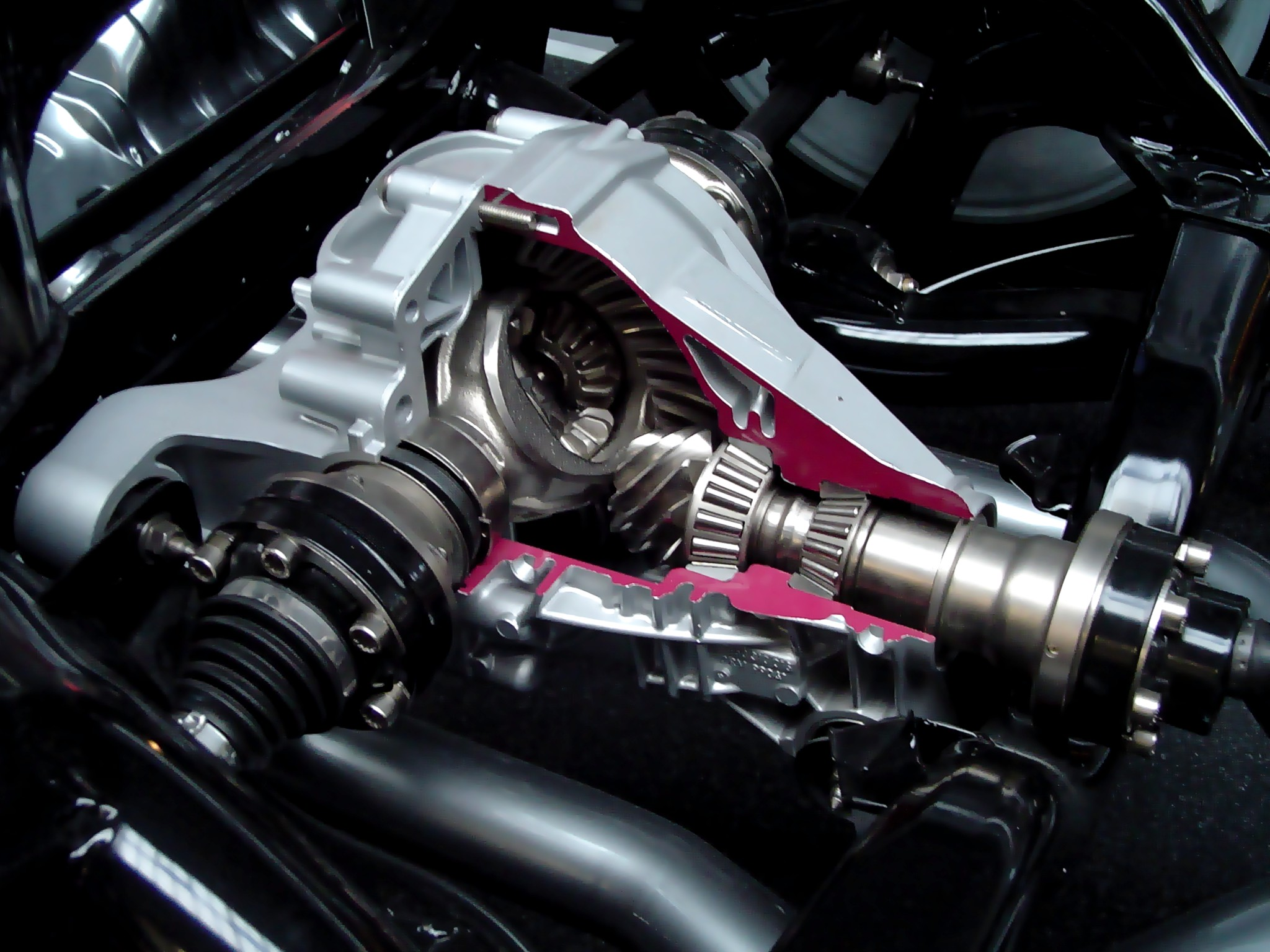
Widok mechanizmu

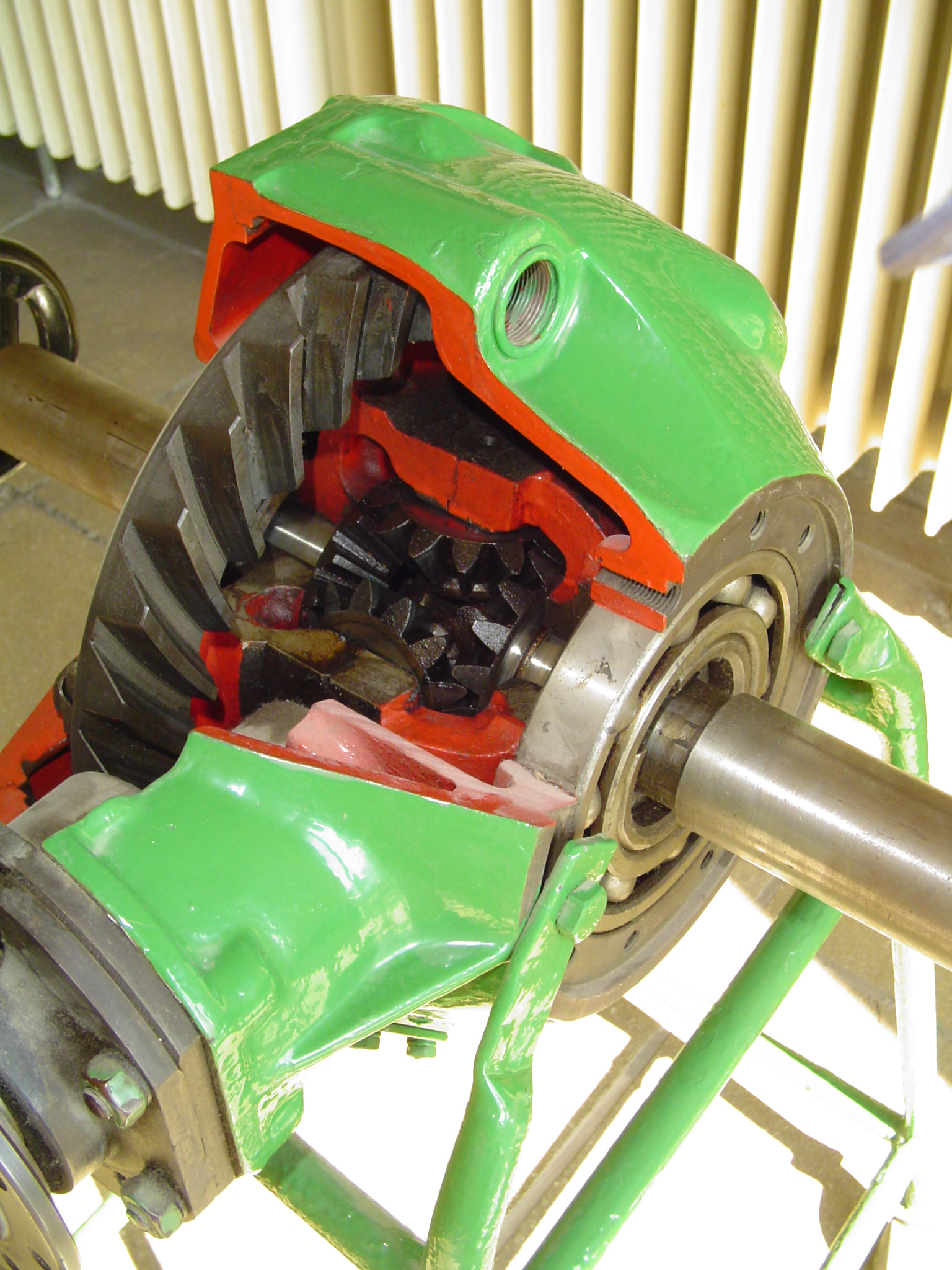
Widok mechanizmu

Mechanizm różnicowy, przekładnia różnicowa, potocznie dyferencjał (od „dyferencja”, daw. różnica) – przekładnia mechaniczna zębata, wynaleziona w starożytnych Chinach przez Ma Juna w III w.n.e., stosowana od czasów Carla Benza w układzie napędowym pojazdów.

## Zastosowanie
Mechanizm różnicowy w pojazdach ma za zadanie kompensację różnicy prędkości obrotowej półosi kół osi napędowej podczas pokonywania przez nie torów o różnych długościach, w przypadku pojazdów z napędem na więcej niż jedną oś może występować także dodatkowy centralny (międzyosiowy) mechanizm różnicowy w skrzyni rozdzielczej kompensujący różnicę prędkości obrotowej między osiami napędowymi. Zapobiega to wytwarzaniu się niepożądanych naprężeń w układzie przeniesienia napędu, które przyczyniają się do szybszego zużycia opon, przekładni, zwiększenia spalania paliwa oraz mogą prowadzić do ukręcenia półosi. Zjawisko to występuje głównie podczas pokonywania zakrętów i jazdy po nierównym terenie.

## Działanie
Działanie klasycznego mechanizmu różnicowego polega na przekazywaniu jednakowego momentu obrotowego na oba koła niezależnie od napotykanego oporu. W efekcie to koło, które ma mniejsze opory toczenia, może obracać się szybciej od koła, które wymaga większego momentu do jego poruszenia. Suma prędkości obrotowej kół jest jednak zawsze dwukrotnie większa od prędkości obrotowej wału napędowego połączonego z mechanizmem różnicowym (przy założeniu, że przełożenie w tym mechanizmie wynosi 1:1 – jeśli nie, to dodatkowo trzeba pomnożyć prędkość obrotową wchodzącą do mechanizmu przez jego przełożenie).
Jak łatwo zauważyć, można dopuścić do sytuacji, gdy jedno z kół będzie obracało się podwojoną prędkością wału napędowego, zaś drugie będzie zatrzymane. W dodatku do takiej sytuacji można łatwo doprowadzić w momencie, gdy jedno z kół będzie miało mniejszą przyczepność albo nie będzie dotykać nawierzchni, co znacznie zmniejsza mobilność pojazdów z dyferencjałami w trudnym terenie lub na śliskiej nawierzchni. Aby temu zapobiec, powszechnie stosuje się mechanizmy różnicowe o zwiększonym oporze (ograniczonym poślizgu), które przenoszą większą część momentu obrotowego na koło o większym oporze toczenia (tzw. LSD, ang. limited slip differential). W układzie LSD mechanizm różnicowy uzupełniony jest o parę sprzęgieł między oboma bocznymi kołami zębatymi a klatką dyferencjału. Dzięki temu w momencie, gdy jedno z kół zrywa przyczepność, jedno ze sprzęgieł zaczyna przeciwdziałać temu swoją siłą tarcia (sprzęgła te działają bez poślizgu tylko wówczas, gdy oba koła poruszają się z tą samą szybkością). Drugie koło nadal otrzymuje moc w tym momencie (tylko część mocy równoważną mocy traconej na pokonanie sił tarcia sprzęgła).
Mechanizmy o ograniczonym poślizgu dzielimy na:
- działające na różnice momentów obrotowych np. TorSen, mechanizm cierny płytkowy, mechanizm cierny stożkowy
- działające na różnice prędkości obrotowych np. Haldex, sprzęgło wiskotyczne, a także układ zmniejszający prędkość jednego z kół przy pomocy hamulca.

Pojazdy terenowe są zazwyczaj wyposażane w blokady mechanizmów różnicowych, które powodują, że po ich zablokowaniu pojazd zachowuje się, jakby miał sztywną oś. Trzeba jednak pamiętać o tym, że blokady służą tylko jako ostatnia deska ratunku i dłuższa jazda z zablokowanymi dyferencjałami w szczególności po twardym podłożu może prowadzić do ich uszkodzenia. Obecnie coraz częściej, zamiast blokować mechanizm różnicowy, przyhamowuje się koło, na którym moment obrotowy jest tracony. Odpowiedzialny za to jest system ASR.

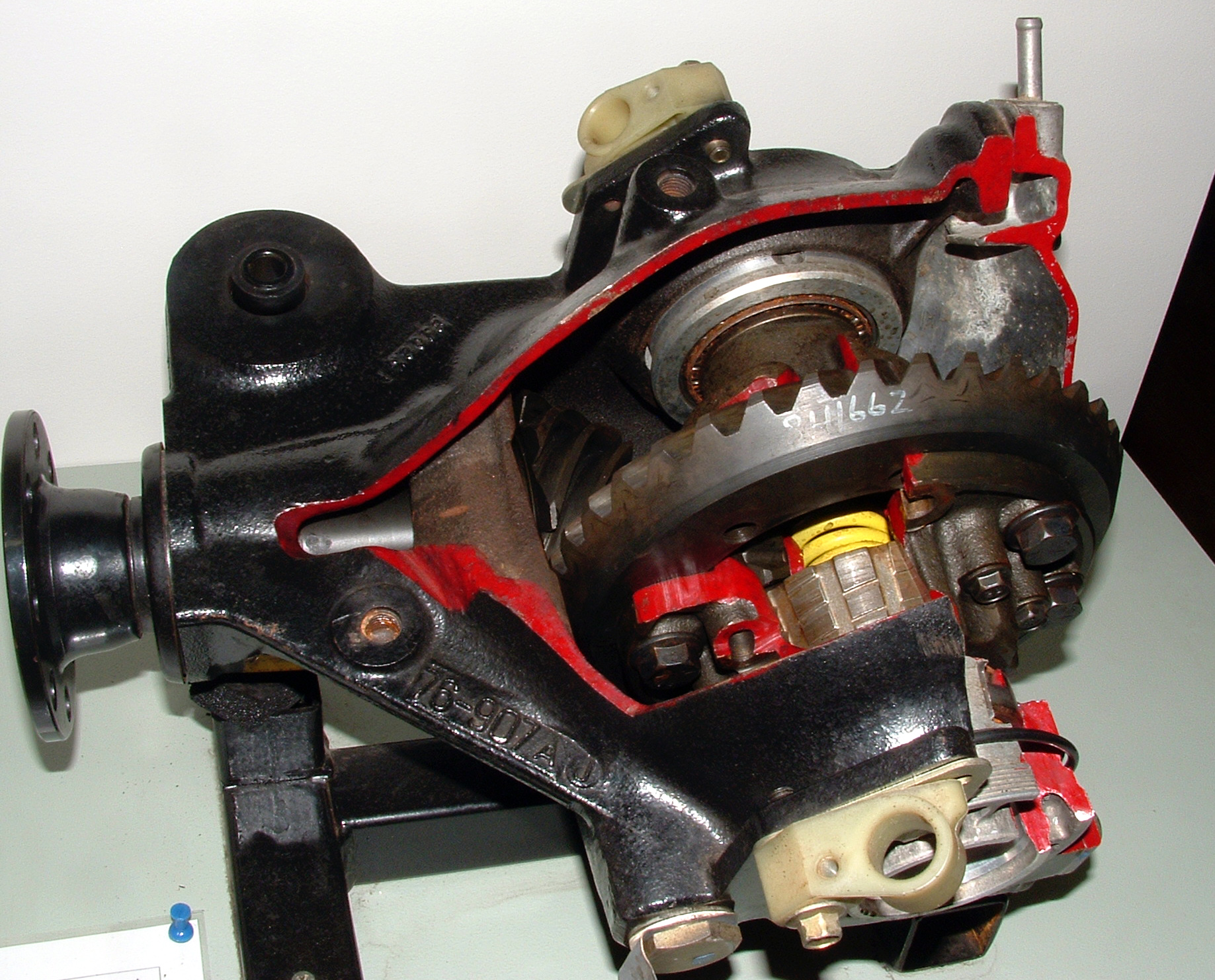
Mechanizm różnicowy typu LSD

Główne typy mechanizmów różnicowych stosowanych obecnie w motoryzacji:
- z kołami zębatymi stożkowymi
- z przekładnią planetarną
- ślimakowe, TorSen (nazywane też, choć błędnie, mechanizmem Torsena)
- ślimakowo-kulowe DAK.

## Blokada mechanizmu różnicowego
Blokada mechanizmu różnicowego to mechanizm stosowany głównie w pojazdach terenowych, ciężarowych, ciągnikach rolniczych oraz SUV-ach. Jego zadaniem jest wyrównanie prędkości kół na osi blokowanej. Stosowany jest przy ślizganiu się kół na grząskim i podmokłym terenie. Użycie blokady przy skręcaniu na powierzchni o bardzo dobrej przyczepności może spowodować zniszczenie mostu napędowego.
W niektórych pojazdach, na przykład Audi Steppenwolf, stosowany jest EDL (electronic differential lock), czyli układ elektroniczny sterujący blokadą mechanizmu różnicowego.